# Šterusy
Šterusy jsou obec na Slovensku přibližně 12 km západně od města Piešťany. V roce 2017 zde žilo 496 obyvatel. První písemná zmínka o obci pochází z roku 1262. V obci je římskokatolický kostel svaté Marie Magdalény ze 17. století.